# Saccharum
Saccharum és un gènere de plantes pertanyent a la tribu Andropogoneae, subfamília Panicoideae de la família de les poàcies o gramínies. Originari de l'Àsia, es troba distribuït per tot el món.

## Taxonomia
- Saccharum arundinaceum
- Saccharum bengalense
- Saccharum edule
- Saccharum officinarum (canya de sucre)
- Saccharum procerum
- Saccharum ravennae
- Saccharum robustum
- Saccharum sinense
- Saccharum spontaneum

(vegeu-ne una relació més exhaustiva a Wikispecies)

## Sinònims
(Els gèneres marcats amb un asterisc (*) són sinònims probables)
*Erianthus Michx., 
Lasiorhachis (Hack.) Stapf, 
*Narenga Bor, 
Ripidium Trin., 
Saccharifera Stokes.